# Era Vulgaris
| Recensione | Giudizio |
| ---------- | -------- |
| AllMusic   |          |

Era Vulgaris è il quinto album studio della band californiana Queens of the Stone Age, pubblicato il 12 giugno 2007.

## Descrizione
Le canzoni Sick, Sick, Sick e 3's & 7's sono state pubblicate come singoli nei primi giorni del mese di giugno 2007. Make It Wit Chu è il terzo singolo estratto dall'album, ed è stato pubblicato nel periodo di Halloween del 2007.

## Tracce
1. Turnin' on the Screw – 5:20 (Josh Homme, Joey Castillo, Troy Van Leeuwen)
2. Sick, Sick, Sick – 3:34 (Josh Homme, Chris Goss, Joey Castillo, Troy Van Leeuwen)
3. I'm Designer – 4:04 (Josh Homme, Joey Castillo, Troy Van Leeuwen)
4. Into the Hollow – 3:42 (Josh Homme, Joey Castillo, Troy Van Leeuwen)
5. Misfit Love – 5:39 (Josh Homme, Joey Castillo, Troy Van Leeuwen)
6. Battery Acid – 4:06 (Josh Homme, Joey Castillo, Troy Van Leeuwen)
7. Make It Wit Chu – 4:50 (Josh Homme, Alain Johannes, Michael Melchiondo)
8. 3's & 7's – 3:34 (Josh Homme, Joey Castillo, Troy Van Leeuwen)
9. Suture Up Your Future – 4:37 (Josh Homme, Joey Castillo, Troy Van Leeuwen)
10. River in the Road – 3:19 (Josh Homme, Joey Castillo, Troy Van Leeuwen)
11. Run, Pig, Run – 4:39 (Josh Homme, Joey Castillo, Troy Van Leeuwen)
12. Running Joke (Bonus track) – 2:57
13. Era Vulgaris (Bonus track) – 4:20 – featuring Trent Reznor
14. The Fun Machine Took a Shit & Died (Bonus track) – 6:55

## Formazione
- Josh Homme – voce, chitarre; chitarra acustica in Battery Acid; basso in Into the Hollow, Misfit Love, Battery Acid, 3's & 7's, Suture Up My Future, River in The Road e Run, Pig, Run; chitarra lap steel in Into the Hollow; tastiera in Into the Hollow; pianoforte elettrico in 3's & 7's, Suture Up Your Future; Rhodes in Make It wit Chu; pianoforte "mal accordato" in Run, Pig, Run; organo in River in the Road; percussioni in Turnin' on the Screw, Run, Pig, Run.

- Troy Van Leeuwen – chitarre, lap steel, cori; basso in Into the Hollow, Make It Wit Chu; tastiera in Turnin' on the Screw, Sick, Sick, Sick, Misfit Love e Battery Acid; moog in I'm Designer; Rhodes in Into the Hollow.

- Joey Castillo – batteria, percussioni

Altri musicisti
- Alain Johannes – basso, chitarra, fiddle, marxophone, voce
- Chris Goss – tastiere, voce
- Julian Casablancas – chitarra sintetica, voce su Sick, Sick, Sick
- Serrina Sims – voce
- Brody Dalle-Homme – voce
- Liam Lynch – voce
- Mark Lanegan – voce su River in the Road